# Stevens-Johnson-Syndrom
Das Stevens-Johnson-Syndrom (Synonym: Dermatostomatitis Baader, Fiessinger-Rendu-Syndrom) ist eine infekt- oder arzneimittelallergisch bedingte Hauterkrankung. Als Synonym wurde früher auch der Begriff Erythema exsudativum multiforme majus verwendet, was aufgrund unterschiedlicher Ätiologie und Verläufe allerdings obsolet ist.

## Ursachen
Häufigste Ursache (ca. 50 %) sind allergische Reaktionen auf Medikamente (Carbamazepin, Chloroquin, Sulfonamide, (Codein), Hydantoine, NSAR, Allopurinol, NNRTI, Moxifloxacin, Strontiumranelat etc.). Seltenere Auslöser sind Lymphome, Mykoplasmeninfektionen oder andere bakterielle oder virale Infektionen.

## Pathomechanismus
Es handelt sich um eine immunologische, T-Zell-vermittelte Reaktion. Es kommt zur Nekrose der Keratinozyten. Die endgültige Pathogenese ist jedoch noch ungeklärt.

## Symptomatik
Klinisch zeigt sich die Erkrankung mit einem akuten Beginn mit schweren Störungen des Allgemeinbefindens, hohen Temperaturen und Rhinitis. Die Schleimhäute sind massiv beteiligt, es bilden sich eher unscharf begrenzte Erytheme, die zentral dunkler sind (atypische  Kokarden) und schmerzhafte Blasen im Mund-, Rachen- und Genitalbereich und eine erosive Konjunktivitis (Augenbindehautentzündung), die eine augenärztliche Behandlung notwendig macht. Oftmals kann der Patient den Mund nicht mehr öffnen und die Nahrungsaufnahme ist erschwert. Als Maximalkomplikation zeigt sich das Lyell-Syndrom.

## Diagnostik
Trotz typischem klinischem Bild sollte eine Hautbiopsie genommen werden, um die Diagnose zu sichern. Es gibt weder spezifische Laborparameter noch spezielle Tests für diese Diagnose.
Histopathologie: Es finden sich nekrotische Keratinozyten und eine Vakuolisierung der Basalmembran bis hin zur subepidermalen Spaltbildung.

## Therapie
Im Vordergrund sollte die Beseitigung oder Meidung der auslösenden Ursache stehen (verdächtig sind insbesondere Medikamente, welche in den letzten 2–3 Wochen angesetzt wurden).
Mykoplasmeninfektionen sollten mit Tetracyclinen behandelt werden, im Kindesalter sind Makrolid-Antibiotika vorzuziehen. Die Therapie mit Glukokortikoiden ist umstritten und wahrscheinlich mit einer erhöhten Mortalität assoziiert. Patienten mit Läsionen im Mund und Rachen scheinen durch eine Behandlung mit Kortikoiden leichten fatalen Infektionen des Respirationstraktes zu erliegen.
Auch die Gabe von Immunglobulinen kann nicht generell empfohlen werden.
Bei großflächiger Hautablösung gelten die Therapieregeln wie bei Verbrennungspatienten:
intensivmedizinische Maßnahmen mit Flüssigkeits-, Protein- und Elektrolytausgleich, Herz-Kreislaufüberwachung und strenge Infektionsprophylaxe. Bei erschwerter Nahrungsaufnahme kann eine parenterale Ernährung indiziert sein.
Die lokale Therapie erfolgt mit desinfizierenden Lösungen, Fettgazen und auf den Schleimhäuten feuchte Umschläge.

## Prognose
Die Letalität beträgt 6 %, jedoch bei der Übergangsform zur toxischen epidermalen Nekrolyse (TEN = medikamentös induziertes Lyell-Syndrom) etwa 25 % und bei bestehender TEN ca. 50 %.
Die Hauterscheinungen heilen in der Regel narbenlos ab, es können zum Teil monatelang Störungen der Haut-Pigmentierung bestehen bleiben. Komplikationen sind Schleimhautstrikturen, insbesondere das Symblepharon (Verwachsung des Lids mit dem Augapfel).